# Исинга (озеро)
Исинга (Исингинское) — пресное озеро в Еравнинском районе Республики Бурятия. Входит в группу Еравнинско-Хоргинских озёр.
Площадь озера — 34 км², площадь водосборного бассейна — 2250 км².
На юго-восточном берегу озера расположено село Исинга. Водоём используется для рыболовного промысла (окунь, плотва, щука, карась).
Минерализация воды — 0,2 г/л, кислотность рН — 8,75. Среди анионов преобладают гидрокарбонаты и хлориды, в заметном количестве присутствуют нитраты — 11,6 мг/л, что вызывает некоторую тревогу, —— они, вероятно, вносятся с навозом скота. При ПДК нитратов, равном 45 мг/л, обнаружение их в водах озера в количестве около 12 мг/л вызывает озабоченность, так как вода используется для питья. Сульфаты, сульфиды и сероводород не обнаружены. Вода гидрокарбонатно-хлоридно-кальциевая. Содержание углекислого газа и кислорода соответственно 0,57 и 5,12 мг/л.
Первые люди на берегах Исинги появились 4—5 тыс. лет назад, о чём свидетельствуют данные археологических раскопок, проводившихся в 1972 году на местах древних поселений, в частности, в селе Исинга и в местности Бухусан.